# Bộ Nắp ấm
Bộ Nắp ấm (tên khoa học Nepenthales) hay còn có tên gọi khác là Nắp bình là một danh pháp thực vật cho một bộ thực vật có hoa. Tên gọi này được sử dụng trong hệ thống Cronquist cho bộ thuộc phân lớp Sổ (Dilleniidae) và trong phiên bản năm 1981 của hệ thống này thì nó bao gồm các họ sau: 
- bộ Nepenthales
họ Droseraceae - họ Gọng vó, cẩm địa la, mao cao
họ Nepenthaceae - họ Nắp ấm ở Cựu thế giới.
họ Sarraceniaceae - họ Nắp ấm (Tân thế giới).

## APG II và APG III
Hệ thống APG II và hệ thống APG III đưa họ cuối cùng vào trong bộ Thạch nam (Ericales) và hai họ đầu tiên vào bộ Cẩm chướng (Caryophyllales). Điều này là ngược lại với cái mà người ta có thể mong chờ khi chỉ xem xét theo phương pháp bắt côn trùng.
Theo phương pháp bắt côn trùng thì họ Droseraceae đứng riêng, các loài cây gọng vó bắt côn trùng bằng các giọt nhỏ ra chất keo dính và trong họ này thì cây bắt ruồi Venus (Dionaea muscipula) bắt côn trùng trong lá bằng các răng cài vào nhau. Hai họ còn lại là các loài cây nắp ấm, chúng giết chết con mồi bằng cách dìm cho chúng chết trong dung dịch nước (chứa các enzym tiêu hóa hay vi khuẩn) bên trong ấm của chúng.

## Hình ảnh

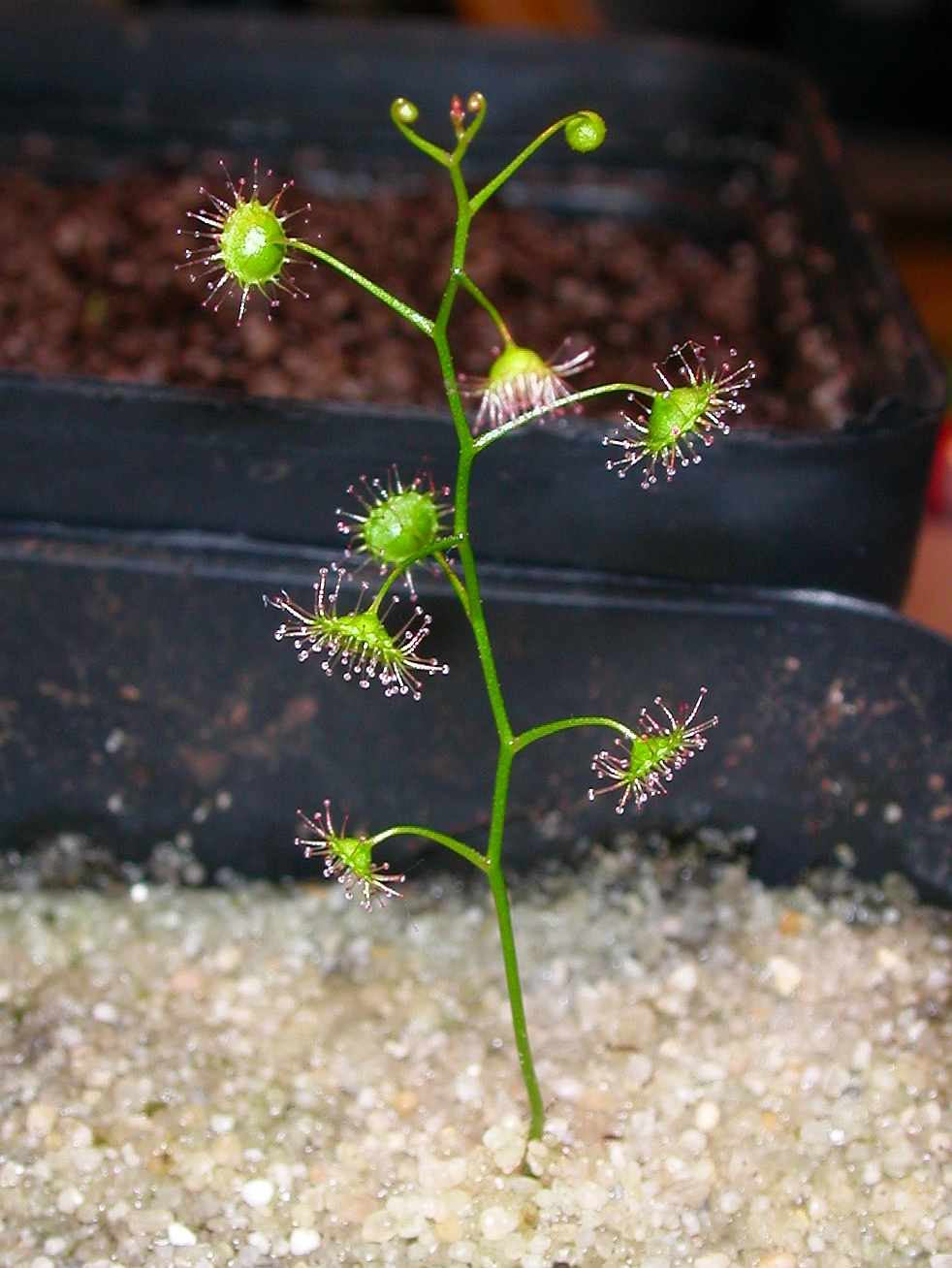
Drosera menziesii
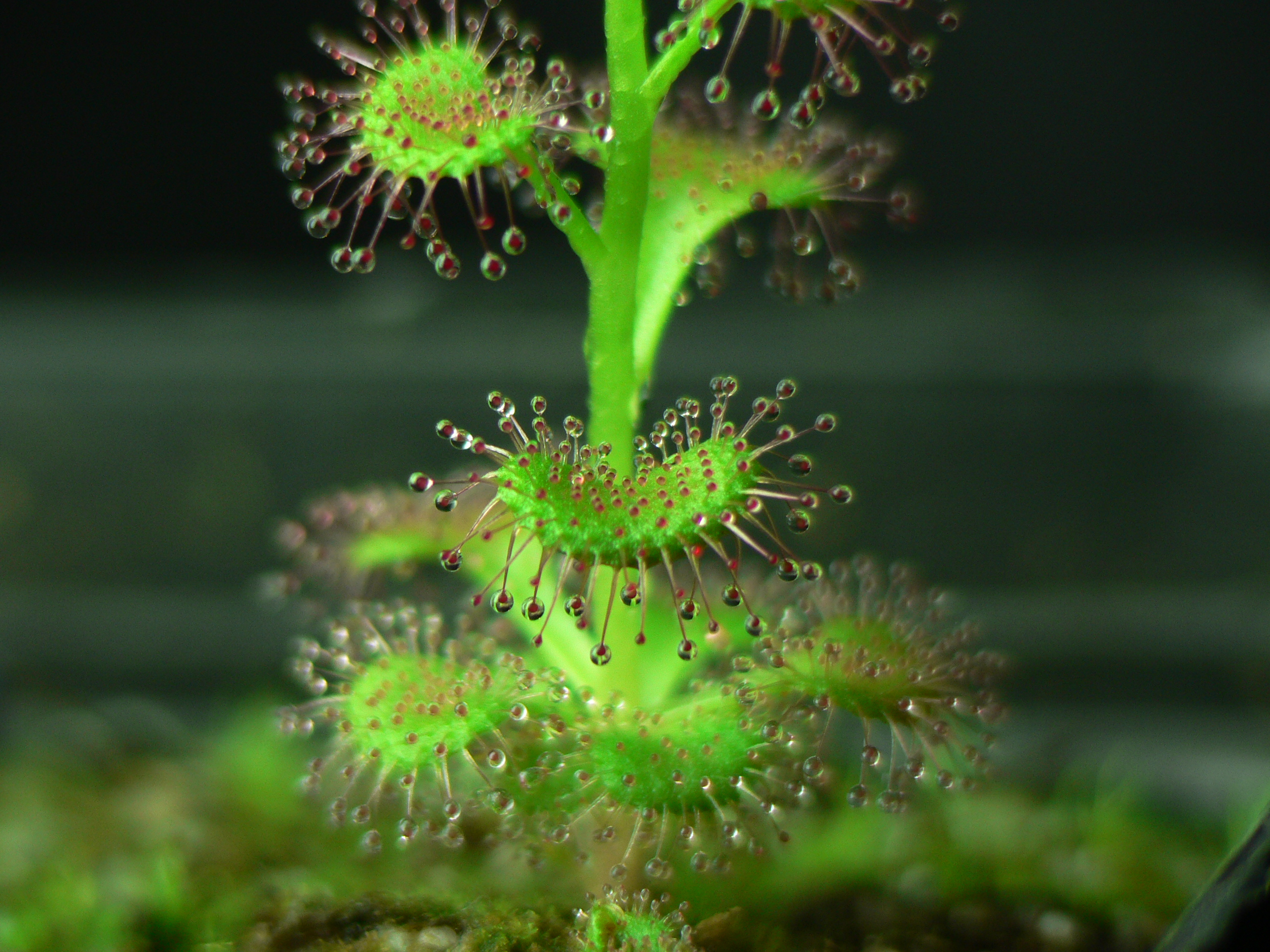
Drosera platypoda
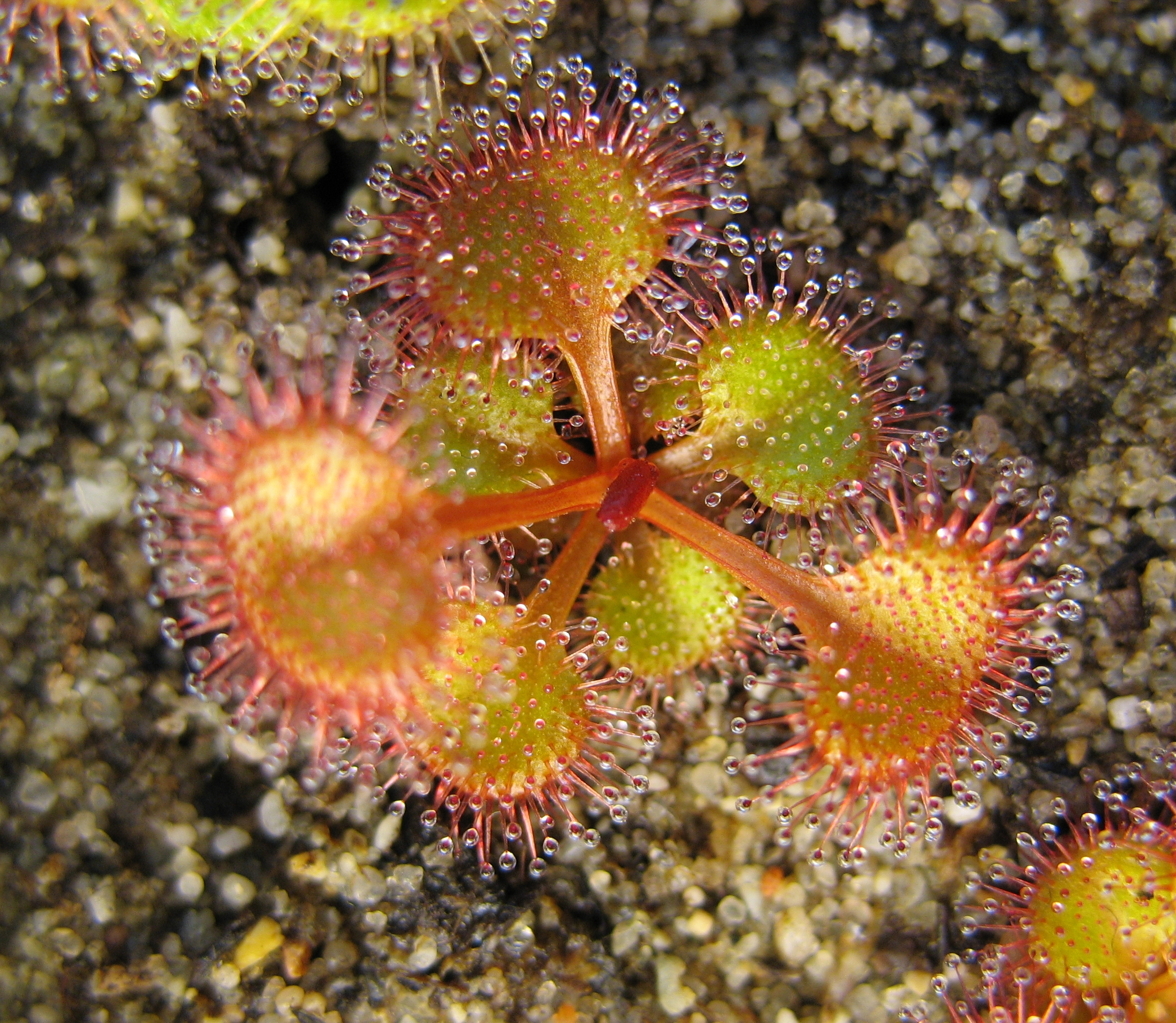
Drosera rupicola
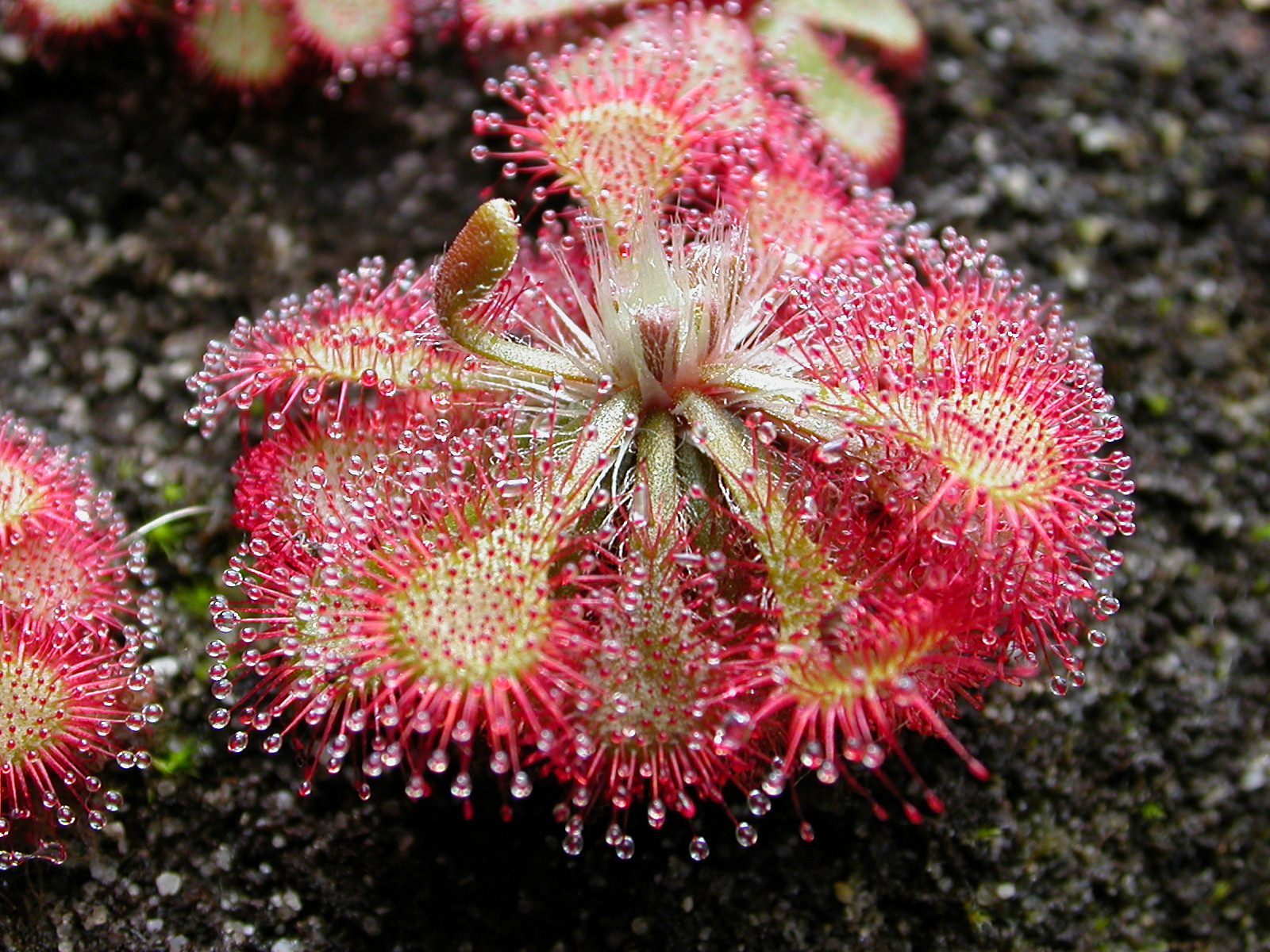
Drosera spatulata
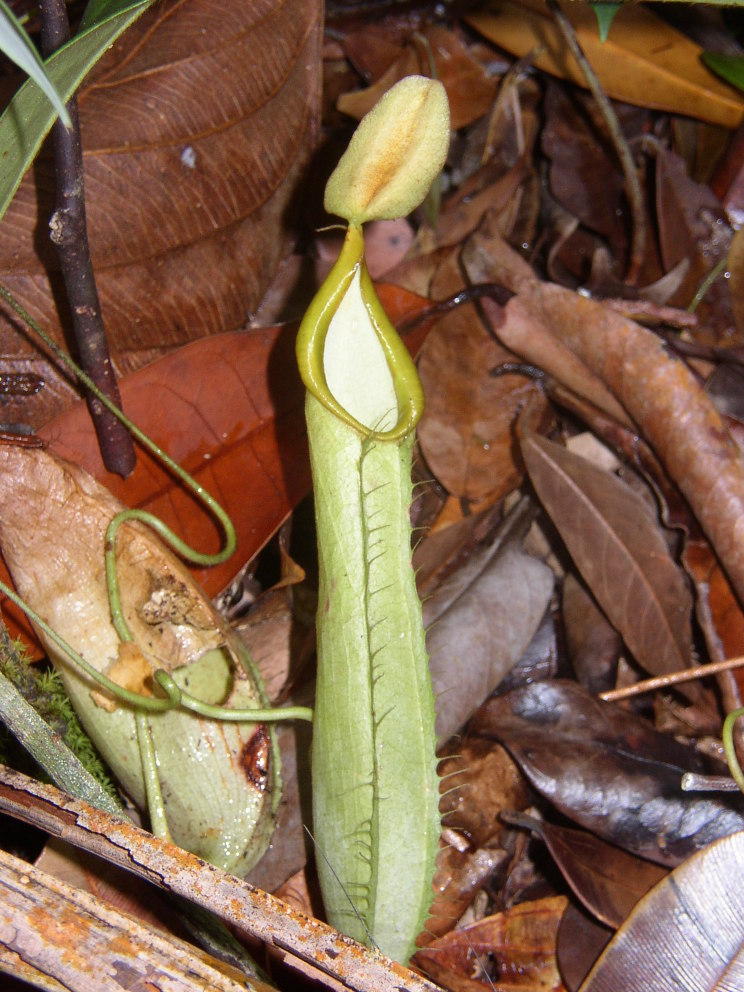
Nepenthes hirsuta
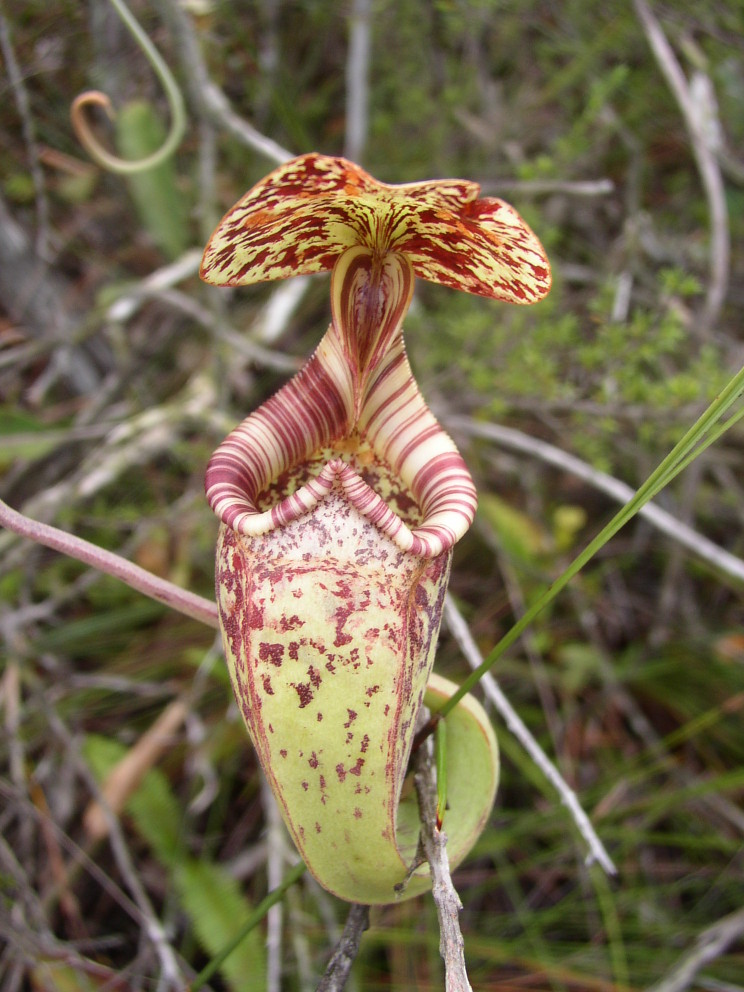
Nepenthes rafflesiana
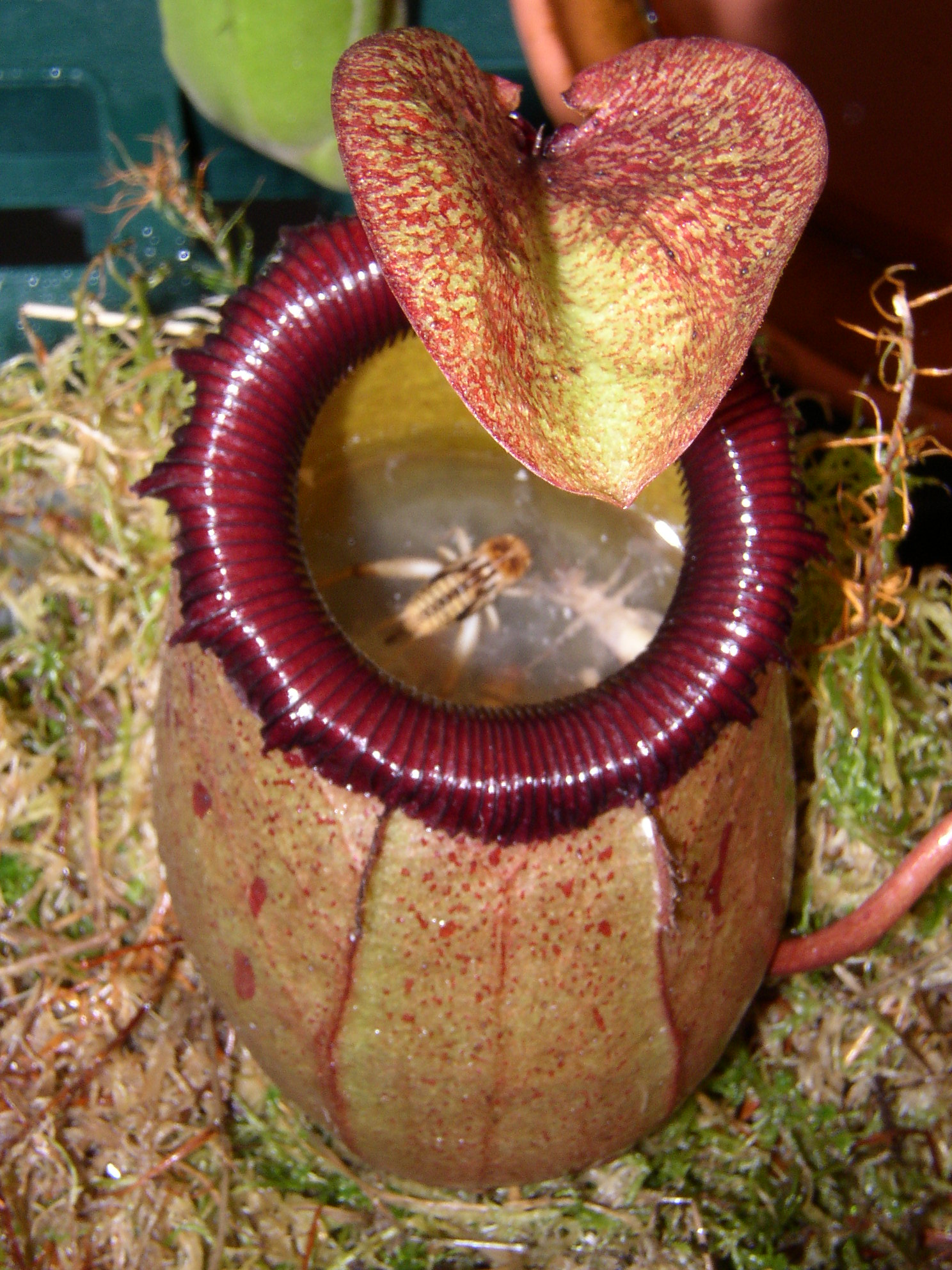
Nepenthes_sibuyanensis
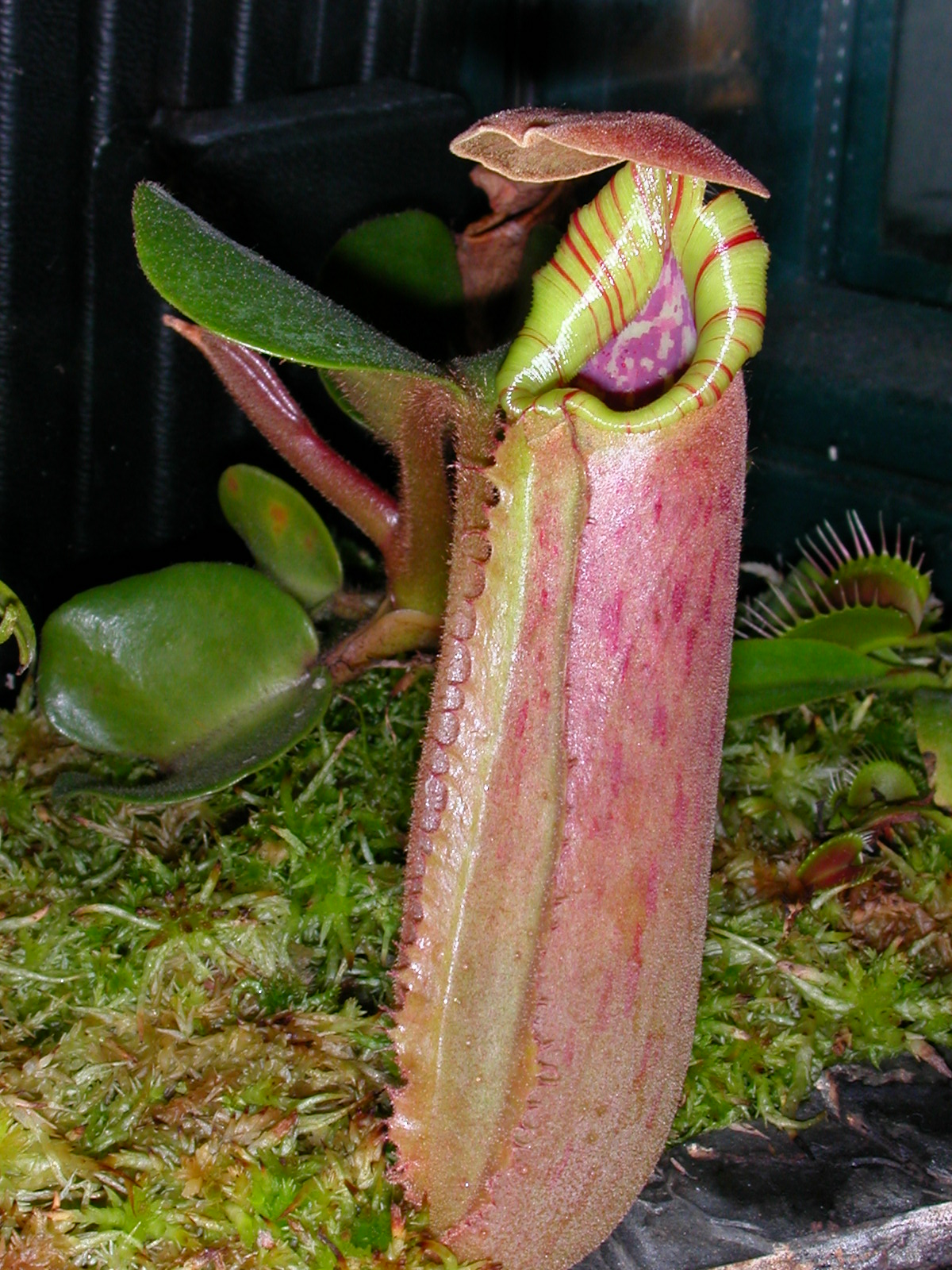
Nepenthes truncata
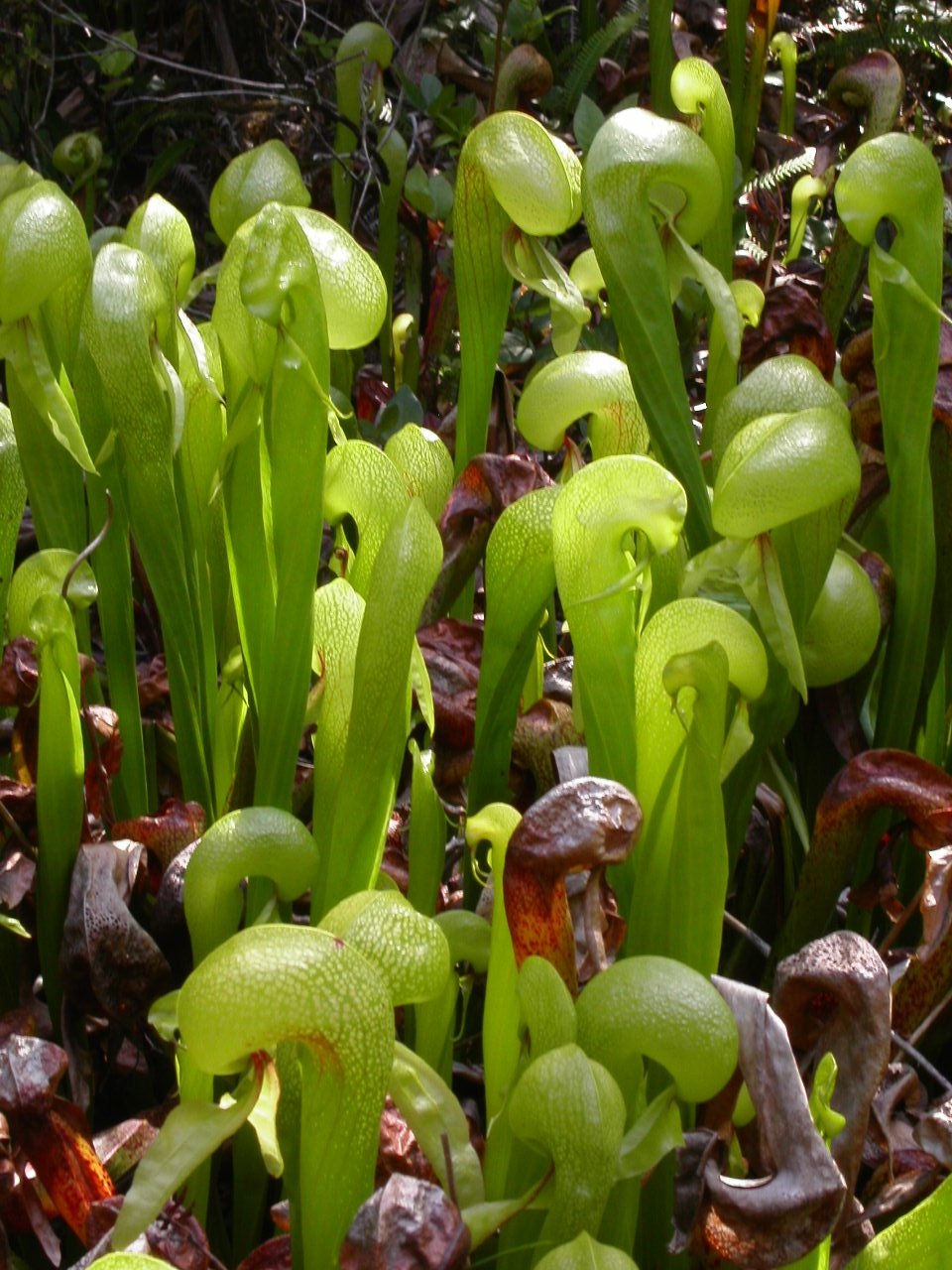
Darlingtonia californica
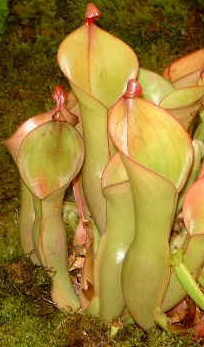
Heliamphora nutans
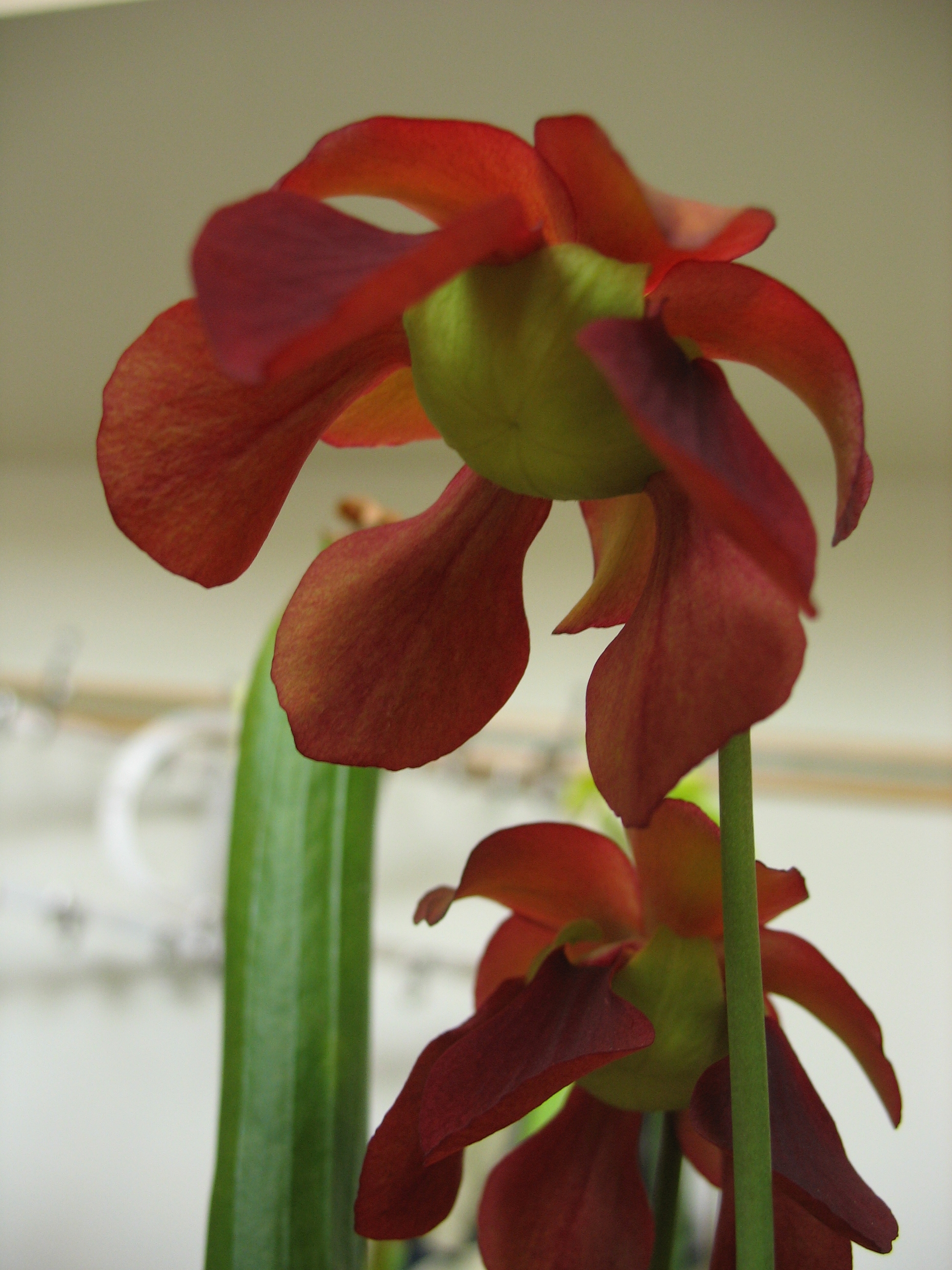
Sarracenia
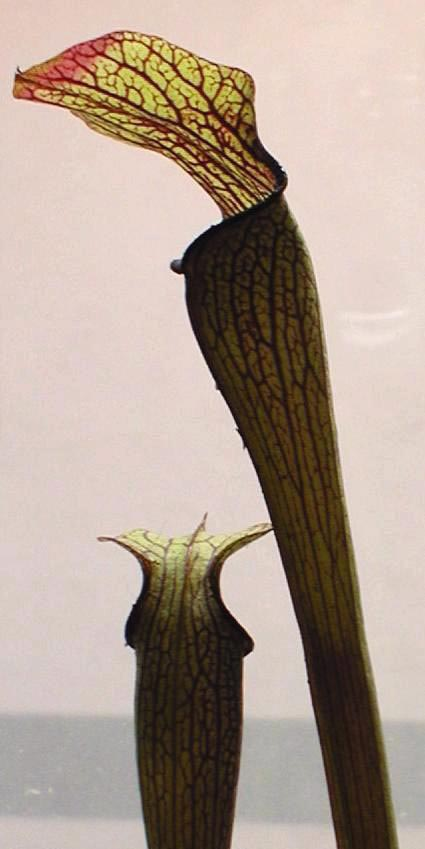
Sarracenia rubra jonesii

## Lưu ý
Lưu ý là còn một loại cây nữa cũng được gọi là nắp ấm, chỉ có ở miền tây nam Úc. Loài này thuộc về bộ Chua me đất (Oxalidales). Xem bài Nắp ấm (Úc).